# Trang viên Górny ở Nowa Ruda

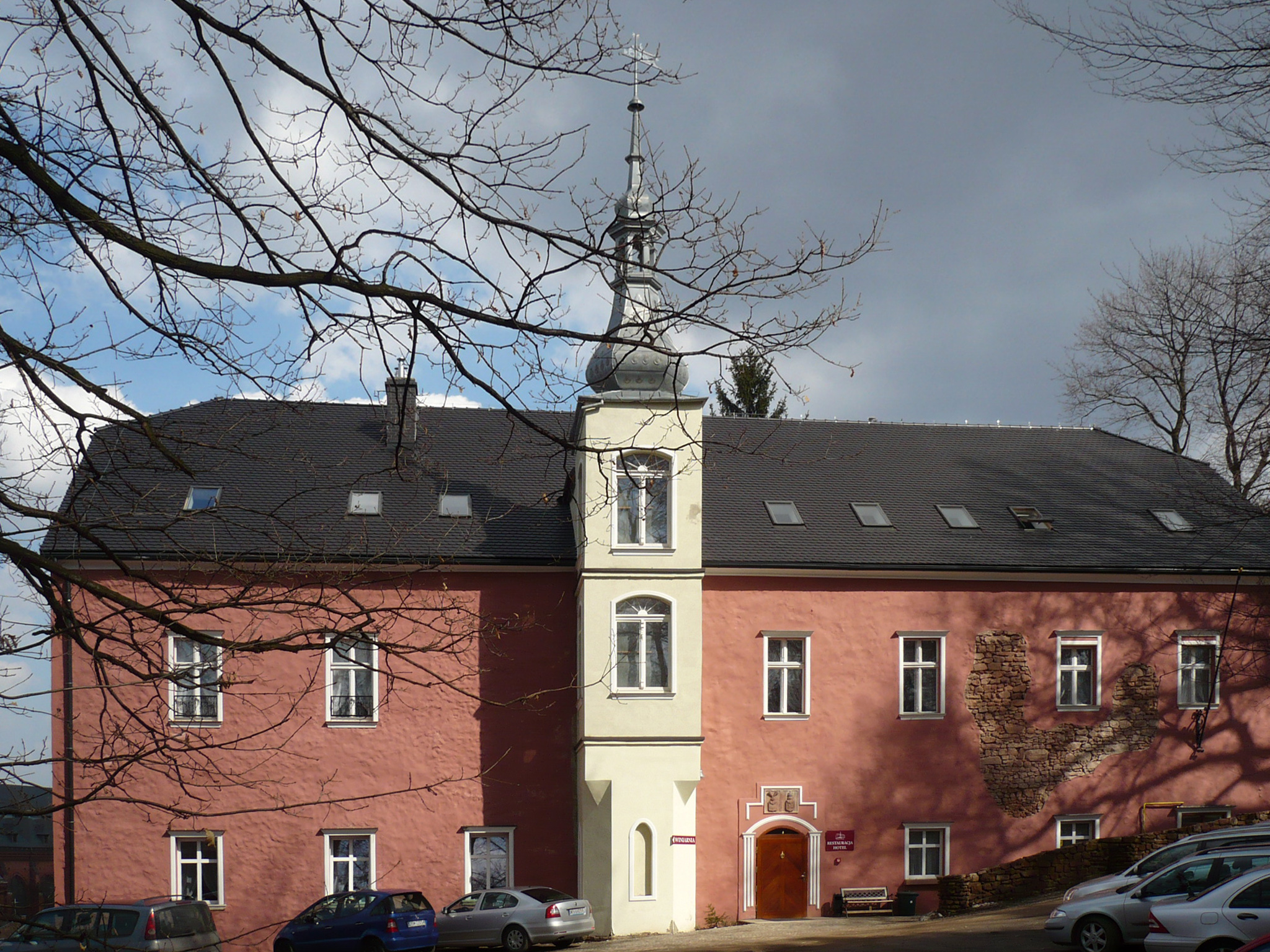
Trang viên Górny ở Nowa Ruda, Ba Lan.

Trang viên Górny ở Nowa Ruda (tiếng Ba Lan: Dwór Górny w Nowa Ruda) là một trang viên lịch sử tọa lạc tại số 30 Phố Kościelna,  Nowa Ruda, Ba Lan. Trang viên có tên trong sổ đăng ký di tích.
Đây là một trang viên được quý tộc Bernhard von Stillfried (1567-1637) xây dựng vào năm 1598. Năm 1823, trang viên bị cháy rụi và được xây dựng lại vào nửa đầu thế kỷ 19. Sau đó, nơi đây được trưng dụng như một nơi ở dành cho giới quý tộc. Trang viên có một cổng chào thời phục hưng đặc trưng với nhiều họa tiết do một thợ điêu khắc đá người Ý thực hiện gồm: cá heo, lá acanthus, vòng hoa.
Chủ sở hữu qua các thời kỳ:
- 1598-1637 - Bernhard von Stillfried (1567-1637)
- 1658-1689 - Bernhard II von Stillfried (mất năm 1689)
- 1689-1702 - Bernhard III von Stillfried und Rattonitz (1641-1702) [4]
- 1702-1720 - Raymund Erdmann Anton, Nam tước Stillfried von Rattonitz (1672-1720) [5]
- 1720-1739 - Johann Joseph I, Nam tước Stillfried von Rattonitz (mất năm 1739)[6]
- 1739-1761 - Anna von Stillfried, Bá tước von Salburg (1703-1761), vợ của Johann Joseph I.[7]
- 1768-1773 - Michael Raymund, Nam tước Stillfried und Rattonitz (1730-1796)[8]
- 1810-1812 - Anton von Magnis
- 1812-1830 - Tschischwitz
- 1830- Alfred von Aulock